# Towada
Towada (十和田市, Towada-shi?) è una città giapponese della prefettura di Aomori.